# Muricinae
Muricinae is een onderfamilie van weekdieren uit de klasse van de Gastropoda (slakken).

## Geslachten
- Aspella Mörch, 1877
- Attiliosa Emerson, 1968
- Bolinus Pusch, 1837
- Bouchetia Houart & Héros, 2008
- Calotrophon Hertlein & Strong, 1951
- Chicomurex Arakawa, 1964
- Chicoreus Montfort, 1810
- Dermomurex Monterosato, 1890
- Flexopteron Shuto, 1969
- Haustellum Schumacher, 1817
- Hexaplex Perry, 1810
- Ingensia Houart, 2001
- Murex Linnaeus, 1758
- Naquetia Jousseaume, 1880
- Paziella Jousseaume, 1880
- Phyllocoma Tapparone Canefri, 1881
- Phyllonotus Swainson, 1833
- Poirieria Jousseaume, 1880
- Ponderia Houart, 1986
- Prototyphis Ponder, 1972
- Pseudoperissolax B. L. Clark, 1918 †
- Pterochelus Jousseaume, 1880
- Pterynotus Swainson, 1833
- Purpurellus Jousseaume, 1880
- Siratus Jousseaume, 1880
- Timbellus de Gregorio, 1885
- Vokesimurex Petuch, 1994